# Lucía Piave Tosi
Lucía Piave Tosi (Buenos Aires, 20 de diciembre de 1917 - Campinas, 25 de febrero de 2007) fue una química, investigadora y profesora universitaria argentina, radicada en Brasil y luego en Francia. Fue también una historiadora de la ciencia y luchadora por la igualdad de género dentro de la ciencia, donde participó en una mayor presencia de mujeres en laboratorios y universidades. Es considerada por el Consejo Nacional de Desarrollo Científico y Tecnológico de Brasil (CNPq) como una de las pioneras de la ciencia en dicho país.

## Biografía
Lucía nació el 20 de diciembre de 1917 en Buenos Aires. Se licenció en Química en la Facultad de Ciencias Exactas, Físicas y Naturales de la Universidad de Buenos Aires y se doctoró en 1945 en el área de electroquímica. En 1939 se casó con Heberto Alfonso Puente, profesor de química de la misma Universidad, con quien tuvo su primer hijo en 1946, a quien llamaron Juan Cristóbal Puente. Se desempeñó como profesora asistente en la Universidad de Buenos Aires y como analista en el Laboratorio de Análisis de la Ciudad de Buenos Aires.
Debido a su desempeño académico, Lucía recibió una beca del gobierno francés para realizar una pasantía en el Laboratorio de Electroquímica de la Universidad de París, entre 1947 y 1948. El traslado a Francia alteró su vida familiar y se separó de su esposo antes o durante su pasantía en París, pues en 1948 Lucía se casó con el economista brasileño Celso Furtado quien, en ese momento, cursaba un doctorado en economía en la misma universidad. Con Celso, Lucía tuvo dos hijos más: Mario Tosi Furtado en 1949 y André Tosi Furtado en 1954.
Cuando Celso regresó a Brasil, Lucía lo acompañó y comenzó a trabajar en el Laboratorio de Química del Departamento de Producción Mineral de Río de Janeiro. También fue profesora visitante de la Facultad de Química y Farmacia de la Universidad de Chile, en Santiago de Chile. En 1952 publicó el libro El Metodo Polarográfico de Analisis. En 1953 comenzó a trabajar en el Instituto Nacional de Tecnología, en Río de Janeiro.
Lucía también estuvo en la Universidad de Cambridge, en Inglaterra, en 1958 y en 1959 enseñó en la Universidad Federal de Pernambuco, en Recife. Entre 1960 y 1964 fue investigadora en el Centro Brasileño de Investigaciones Físicas (CBPF), en Río de Janeiro, pero la represión de la Dictadura, en 1964, obligó a la familia a exiliarse, primero en Estados Unidos, donde realizó una pasantía postdoctoral en el Laboratorio de Química Sterling, de la Universidad de Yale, instalándose finalmente en París, en 1966. Durante casi 20 años, hasta 1983 cuando se retiró, fue investigadora en el Centre National de la Recherche Scientifique (CNRS) de la Universidad Pierre y Marie Curie.
En Química, Lucía trabajó con estructura de moléculas y espectroscopia de rayos gamma, en las áreas de Espectroscopia y Química Bioorgánica. En 1984, Lucía regresó a Brasil, siendo profesora visitante en el departamento de Química de la Universidad Federal de Minas Gerais (UFMG) con una beca del CNPq, hasta 1988, donde impartió clases de Química Bioinorgánica y Teoría de Grupos para estudiantes de posgrado en Química, y también clases de Historia de la Química para estudiantes de pregrado. En 1989 regresó a París, manteniendo la cooperación científica con la UFMG, donde pasó tres meses al año trabajando en el Departamento de Química de esta universidad.

## Activismo feminista
Mientras estaba en Francia, Lucía vio la explosión del movimiento feminista después de mayo de 1968 y junto con otras mujeres latinoamericanas exiliadas de dictaduras, creó el Grupo de Mujeres Latinoamericanas en París y Lucía abrazó fervientemente la lucha de las mujeres para construir la igualdad. Este grupo de mujeres feministas editó la revista Nosotras, en la que colaboró de forma muy activa, tanto con la preparación de artículos como con los trabajos editoriales. A partir de sus estudio sobre la mujer en la Ciencia se interesó también en aspectos históricos vinculados con la historia de la ciencia. Sus trabajos fueron pioneros en esta temática, especialmente en el papel de la mujer en la ciencia. Fue autora de varios artículos defendiendo la educación femenina y la importancia de tener más científicas trabajando en los laboratorios.

## Fallecimiento
Lucía murió el 25 de febrero de 2007, en Campinas, a los 89 años.